# Сисеру-Дантас
Сисеру-Дантас (порт. Cícero Dantas)  —  муниципалитет в Бразилии, входит в штат Баия. Составная часть мезорегиона Северо-восток штата Баия. Входит в экономико-статистический  микрорегион Рибейра-ду-Помбал. Население составляет 41 656 человек на 2006 год. Занимает площадь 658,940 км². Плотность населения — 51,1 чел./км².
Праздник города — 13 августа.

## Статистика
- Валовой внутренний продукт на 2003 год составляет 54 002 919,00 реалов (данные: Бразильский институт географии и статистики).
- Валовой внутренний продукт на душу населения на 2003 год составляет 1666,45 реалов (данные: Бразильский институт географии и статистики).
- Индекс развития человеческого потенциала на 2000 год составляет 0,574 (данные: Программа развития ООН).